# Jeltien Kraaijeveld-Wouters
Jeltje Gesina (Jeltien) Kraaijeveld-Wouters (Soest, 4 november 1932 – Hilversum, 11 juni 2025) was een Nederlandse politica. Zij was staatssecretaris en Tweede Kamerlid voor het CDA en de ARP en burgemeester van Hilversum.
Zij was afkomstig uit een gereformeerd domineesgezin. Ze was oorspronkelijk onderwijzeres en werd actief lid van de Gereformeerde Vrouwenbond en van de ARP waarvoor ze in 1973 in de Tweede Kamer kwam als woordvoerster onderwijs.
In 1977 werd ze staatssecretaris voor emancipatiezaken in het kabinet-Van Agt I. Ze hield zich bezig met de Emancipatienota en met de Europese richtlijn voor gelijke behandeling van mannen en vrouwen. In 1981 keerde ze terug in de Tweede Kamer, nu voor het CDA. In de CDA-fractie behoorde ze tot de minderheid (vooral van ARP-huize) die zich verzette tegen de plaatsing van kruisraketten.
Van 1988 tot aan haar pensioen in 1997 was Kraaijeveld-Wouters burgemeester van Hilversum. Daarnaast was zij onder andere voorzitter van Kerk in Actie.
Kraaijeveld-Wouters overleed in juni 2025 op 92-jarige leeftijd.